# Saint-Jean-sur-Erve
Saint-Jean-sur-Erve è un comune francese di 494 abitanti situato nel dipartimento della Mayenne nella regione dei Paesi della Loira.
Il territorio comunale è bagnato dal fiume Erve.

## Società

### Evoluzione demografica
Abitanti censiti